# Katrin Wenzel
Katrin Wenzel (* 1963 in Leipzig) ist eine deutsche Hörfunkredakteurin.

## Leben und Wirken
Wenzel studierte Germanistik und ist seit 1993 freie Mitarbeiterin bei MDR Kultur. Hier realisierte sie zahlreiche Hörfunkarbeiten, darunter Gespräche mit Ágnes Heller, Peter Härtling und Cees Nooteboom, Porträt-Features, darunter Ein Buch und seine Geschichte: Schlump, Aus Leipzig in die Welt: Der Klarinettist Rolf Kühn, Galerist in Ost-Berlin: Jürgen Schweinebraden, und Nietzsche in der DDR : zum 175. Geburtstag von Friedrich Nietzsche sowie mehr als 30 Hörspielbearbeitungen, u. a. von Axel Hackes Der kleine König Dezember (1996 mit dem Kinderhörspielpreis des MDR ausgezeichnet), F. Scott Fitzgeralds Ein Diamant so groß wie das Ritz und Frances Hodgson Burnetts Der geheime Garten.

## Hörspiele (Auswahl)
Bearbeitung (Wort):
- 1996: Axel Hacke: Der kleine König Dezember (Ein- und zweiteilige Fassung) – Regie: Hartmut Kirste (Hörspielbearbeitung, Kinderhörspiel – MDR/BR)
- 1997: Batya Gur: Am Anfang war das Wort – Regie: Corinne Frottier (Hörspielbearbeitung, Kriminalhörspiel – SWF)
- 1998: Batya Gur: Denn am Sabbat sollst du ruhen – Regie: Iiris Arnold (Hörspielbearbeitung, Kriminalhörspiel – SWF)
- 1999: Frances Hodgson Burnett: Der geheime Garten – Regie: Götz Fritsch (Hörspielbearbeitung, Kinderhörspiel – SWR)
- 2000: Manfred Limmroth: Die Abenteuer des kleinen Ritters Robertino – Regie: Oliver Sturm (Hörspielbearbeitung, Kinderhörspiel – SWR)
- 2001: F. Scott Fitzgerald: Ein Diamant so groß wie das Ritz – Regie: Wolfgang Rindfleisch (Hörspielbearbeitung, Kinderhörspiel – SWR)
  - Auszeichnung: Kinder- und Jugendhörspielpreis des MDR-Rundfunkrates 2002 (3. Platz)
- 2001: Stuart M. Kaminsky: Liebermans Gesetz – Regie: Robert Schoen (Hörspielbearbeitung, Kriminalhörspiel – SWR)
- 2002: Eva Ibbotson: Das Geheimnis der verborgenen Insel (2 Teile) – Regie: Christoph Dietrich (Hörspielbearbeitung, Kinderhörspiel – SWR)
- 2003: Fred Vargas: Es geht noch ein Zug von der Gare du Nord – Regie: Annette Kurth (Hörspielbearbeitung, Kriminalhörspiel – SWR)
- 2003: Banana Yoshimoto: Japanische Passagen: Kitchen – Regie: Antje Vowinckel (Hörspielbearbeitung – SWR)
- 2003: Hanna Johansen: OMPS! Ein Dinosaurier zuviel – Regie: Axel Pleuser (Hörspielbearbeitung, Kinderhörspiel – SWR)
  - Auszeichnung: hr2-Hörbuchbestenliste Kinder- und Jugendhörbücher Mai 2004 (2. Platz)
- 2003: Kjell Eriksson: Das Steinbett – Regie: Axel Pleuser (Hörspielbearbeitung, Kriminalhörspiel – SWR)
- 2004: Pierre Magnan: Laviolette auf Trüffelsuche – Regie: Hans Gerd Krogmann (Hörspielbearbeitung, Kriminalhörspiel – SWR)
- 2005: Pierre Magnan: Tod in Bronze – Regie: Hans Gerd Krogmann (Hörspielbearbeitung, Kriminalhörspiel – SWR)
- 2006: Pierre Magnan: Tod unter der Glyzinie – Regie: Beatrix Ackers (Hörspielbearbeitung, Kriminalhörspiel – SWR)
- 2006: Pierre Magnan: Das Zimmer hinter dem Spiegel – Regie: Beatrix Ackers (Hörspielbearbeitung, Kriminalhörspiel – SWR)
- 2006: Penelope Lively: DIE ZEIT – Kinderedition: Der Geist des Apothekers (Langfassung) – Regie: Christoph Dietrich (Hörspielbearbeitung, Kinderhörspiel – MDR)
- 2014: Michael Theurillat: Sechseläuten – Regie: Barbara Liebster (Hörspielbearbeitung, Kriminalhörspiel – Deutschlandradio)